# Antoine Lacroix
Pour les articles homonymes, voir Antoine Lacroix (homonymie) et Lacroix.
Antoine Lacroix, né le 9 mai 1901 à Saint-Hilaire et décédé le 13 avril 1983 à Moulins, est un homme politique et un médecin français.

## Détail des fonctions et des mandats
Mandat parlementaire
- 30 novembre 1958 - 9 octobre 1962 : député de la Seine

Mandats locaux
- 1945 - 1953 : conseiller général de la Seine (Sceaux-Ouest)
- 26 octobre 1947 - 12 avril 1983 : maire du Kremlin-Bicêtre
- 1953 - 1959 : conseiller général de la Seine (Secteur 2)

## Publications
- Actualité du physiocrate François Quesnay, médecin de la marquise de Pompadour, fondateur de l'économie politique moderne. - Moulins, Éditions des "Cahiers bourbonnais", 1969, 172 p.
- Contribution à l'étude de la torsion intra-abdominale des trompes de Fallope. - Paris, M. Vigné, 1927, 71 p.
- Les Morts sont avec nous. – 1972, 27 p.
- En collaboration avec Paul Dupieux : Le Napoléon ou les Drames de la monnaie française depuis deux mille ans. - Paris, Debresse, 1973, 462p.
- En collaboration avec le docteur Charles Platon : Le Sauvetage de la femme. Essai du traitement prophylactique des maladies des femmes. -
- Toulouse, impr. F. Boisseau ; Paris, Marcel Vigné, 1934, 685 p.
- Théâtre classique et éducation populaire. - dans : "la Revue socialiste" n° 143 - mai 1961, 7 P.

Éditeur scientifique de :
- Gabriel Coulhon, Histoire de Saint-Hilaire et de ses seigneurs, 1977, 71p